# Гурмазово
Гурмазово е село в Западна България. То се намира в Община Божурище, Софийска област.

## История
Според устно предание по време на Османското владичество селото се е наричало Богатово и се е намирало на около 500 метра североизточно от сегашното му местоположение. Причина за преместването му са множеството нападения от разбойници, грабежи по древния римски път, по трасето на който днес преминава републикански път Е80.
Според една от версиите, селото е прекръстено на името на местен турски феодал – Гурмаз бей. Доколкото обаче той е легендарна личност и съществуването му не може да бъде потвърдено от сигурни източници, внимание заслужават и теориите, търсещи корена на името в арумънския (grumadz, gurmadz), албанския (gurmaz – отворена уста, паст), или латински (curmei – лозов лист) езици.
Според историка от началото на ХХ век Васил Миков, произходът на името е печенежки.

## География
Селото се намира в Югозападна България. Отстои на 17 km от столицата София. Площта му е 18.942 km² (НСИ).

## Население
Численост на населението според преброяванията през годините:
| \| Година на преброяване \| Численост \| \| --------------------- \| --------- \| \| 1934 \| 808 \| \| 1946 \| 837 \| \| 1956 \| 633 \| \| 1965 \| 538 \| \| 1975 \| 456 \| \| 1985 \| 362 \| \| 1992 \| 262 \| \| 2001 \| 275 \| \| 2011 \| 457 \| \| 2021 \| 603 \| |           |
| Година на преброяване | Численост |
| 1934 | 808       |
| 1946 | 837       |
| 1956 | 633       |
| 1965 | 538       |
| 1975 | 456       |
| 1985 | 362       |
| 1992 | 262       |
| 2001 | 275       |
| 2011 | 457       |
| 2021 | 603       |

## Обществени институции
Защитено селище „Заедно“ на едноименната фондация.
Народно читалище „Богатово-2015“

## Икономика и инфраструктура
В годините след 2001 регионът е обект на засилен инвестиционен интерес, което води до системно и значително по обем нарастване на строителството, най-вече на промишлени сгради. Местната власт не допуска установяването в района на тежки индустриални и замърсяващи производства, поради което дейността на предприятията е съсредоточена главно в леката промишленост, съхраняването и преработката на селскостопанска продукция, фармацията и развитието на закрити складови площи.
От 2014 г. в землището на с. Гурмазово, върху 2500 декара се развива най-голямата индустриална зона в България – „Икономическа зона София-Божурище“, която активно привлича значителни по размер местни и чуждестранни инвестиции. Отдалечеността и от селото обаче не води до съществени положителни или отрицателни резултати за населението. Развитието на икономиката значително изпреварва разитието на социалната и техническа инфраструктура не само на с. Гурмазово, но и на административния център на общината – гр. Божурище. Това особено касае транспортната инфраструктура-главните пътища са много натоварени и състоянието им се влошава, като процесът засяга и общинската, и републиканската пътна мрежа.
Село Гурмазово няма изградена канализация, централната водоснабдителна мрежа е стара, в лошо състояние и често дефектира. Местният ВиК оператор извършва ремонтите с голямо закъснение и с много ниско качество на работата, което принуждава голяма част от населението все повече да разчита на собствени водоизточници. Обществените местни водоизточници реално не функционират или са в състояние, което ги прави негодни за ползване.
Електроснабдителната инфраструктура също вече не отговаря на нуждите на населението. Планирането и изграждането на нови съоръжения тече бавно и се ограничава най-вече от тежки и продължителни административни процедури.
Състоянието на обществения транспорт бележи известно подобрение през годините и може да се оцени като задоволително.
Съобщителната инфраструктура не функционира добре. Липсват обществени телефонни апарати или други точки за обществен достъп до гласови телефонни услуги. Няма нито една безплатна обществена Wi-Fi точка за достъп до интернет. Цялата територия на селото е покрита от мрежите на мобилните оператори, но интернет мрежата среща значителни проблеми.
В селото няма туристически обекти и природни атракции, както и туристическа инфраструктура.

## Присъединяване на селото към гр. Божурище
На местните избори през 2007 година, независимият кандидат за кмет на община Божурище Аспарух Аспарухов включва като една от основните точки в предизборната си програма извършването на административно-териториална реформа, чиято цел е присъединяването на всички малки населени места в общината като квартали на гр. Божурище. След като спечелва изборите, под негово ръководство, общинската администрация започва работа по реализирането на тази идея. Проведени са редица срещи с населението и обществени обсъждания. Жителите на някои села категорично се противопоставят. Липсата на мнозинство в Общинския съвет на Божурище спира предложението за присъединяване на с. Гурмазово като квартал на гр. Божурище в средата на 2011 година. В края на същата година са проведени и редовните местни избори, на които А.Аспарухов получава втори кметски мандат и вече разполага с мнозинство в Общинския съвет. Така на свое заседание, проведено на 01.12.2011 г., Общинският съвет на гр. Божурище гласува решение, с което приема направеното от кмета предложение за извършване на административно-териториална промяна чрез присъединяване на с. Гурмазово към гр. Божурище като квартал . С това се слага началото на процедурата по заличаването на селото като самостоятелна административна единица. Към 2018 г. тази процедура формално не е прекратена, но не са предприети и никакви действия по нея.

## Личности
- Никола Казаков – художник
- Поп Милудин Пиндрачки
- подофицер Спас Златков[9]